# Liste du patrimoine culturel immatériel de l'humanité en Ukraine
Cet article recense les pratiques inscrites au patrimoine culturel immatériel en Ukraine.

## Statistiques
L'Ukraine a ratifié la convention pour la sauvegarde du patrimoine culturel immatériel le 27 mai 2008. La première pratique protégée est inscrite en 2013.
En 2024, l'Ukraine compte 7 éléments inscrits au patrimoine culturel immatériel, 4 sur la liste représentative, 2 nécessitant une sauvegarde urgente et 1 sur le registre des meilleures pratiques de sauvegarde.

## Listes

### Liste représentative
Les éléments suivants sont inscrits sur la liste représentative du patrimoine culturel immatériel de l'humanité :
| Élément                                                                                  | Type | Subdivision | Année | Lien  | Notes                  | Illus. |
| ---------------------------------------------------------------------------------------- | --- | ----------- | ----- | ----- | ---------------------- | ------ |
| La peinture décorative de Petrykivka, expression de l'art populaire ornemental ukrainien | savoir-faire liés à l’artisanat traditionnel                                                              | Petrykivka  | 2013  | 00893 |                        |        |
| La céramique peinte traditionnelle de Kossiv                                             | savoir-faire liés à l’artisanat traditionnel                                                              | Kossiv      | 2019  | 01456 |                        |        |
| L'ornek, un ornement des Tatars de Crimée et les savoirs connexes                        | pratiques sociales, rituels et événements festifs savoir-faire liés à l’artisanat traditionnel            | Crimée      | 2021  | 01601 |                        |        |
| Le pysanka (uk), tradition et art ukrainiens de décorer des œufs (en)                    | connaissances et pratiques concernant la nature et l'univers savoir-faire liés à l'artisanat traditionnel |             | 2024  | 02134 | Partagé avec l'Estonie |        |

### Patrimoine immatériel nécessitant une sauvegarde urgente
Les éléments suivants sont inscrits sur la liste du patrimoine immatériel nécessitant une sauvegarde urgente :
| Élément                                                 | Type                                              | Subdivision    | Année | Lien  | Notes | Illus. |
| ------------------------------------------------------- | ------------------------------------------------- | -------------- | ----- | ----- | ----- | ------ |
| Les chants cosaques de la région de Dnipropetrovsk (en) | arts du spectacle                                 | Dnipropetrovsk | 2016  | 01200 |       |        |
| La culture de la préparation du bortsch ukrainien       | pratiques sociales, rituels et événements festifs |                | 2022  | 01852 |       |        |

### Registre des meilleures pratiques de sauvegarde
L'élément suivant est inscrit au registre des meilleures pratiques de sauvegarde :
| Élément                                                                       | Type | Subdivision | Année | Lien  | Notes | Illus. |
| ----------------------------------------------------------------------------- | --- | ----------- | ----- | ----- | ----- | ------ |
| Le programme de sauvegarde de la tradition de la kobza et de la vielle à roue | arts du spectacle pratiques sociales, rituels et événements festifs connaissances et pratiques concernant la nature et l'univers |             | 2024  | 02136 |       |        |